# 阿沙克肽
阿沙克肽（INN：alsactide，旧INN名为alisactide），也叫赫斯特433（Hoechst 433），是一种合成肽和促肾上腺皮质激素（ACTH）类似物。在意大利，它被用作肾上腺功能不全的肾功能诊断剂。与ACTH一样，阿沙克肽被认为是黑素皮质素受体（包括ACTH受体）的非选择性激动剂。然而，相对于ACTH，它似乎表现出不同的受体选择性特征，因为在爱迪生氏病患者中，它显然没有表现出抑制内源性ACTH的证据。